# Alos-Sibas-Abense
Alos-Sibas-Abense település Franciaországban, Pyrénées-Atlantiques megyében. Lakosainak száma 305 fő (2022. január 1.). Alos-Sibas-Abense Camou-Cihigue, Alçay-Alçabéhéty-Sunharette, Laguinge-Restoue, Lichans-Sunhar, Ossas-Suhare, Tardets-Sorholus és Trois-Villes községekkel határos.

## Népesség
A település népességének változása:
| Lakosok száma | 305  | 312  | 321  | 319  | 323  | 330  | 334  | 320  | 305  |
|               | 2013 | 2015 | 2016 | 2017 | 2018 | 2019 | 2020 | 2021 | 2022 |